# Eogavialis
Eogavialis is een geslacht van uitgestorven gavialen. Fossiele overblijfselen zijn gevonden in Afrika en dateren uit het Eoceen tot en met het Plioceen. Het geslacht telt drie soorten: Eogavialis africanum, Eogavialis gavialoides en Eogavialis andrewsi.

## Uiterlijke kenmerken
Eogavialis had vrij lange kaken en leek al meer op de hedendaagse gaviaalachtigen dan basale gavialen zoals Eothoracosaurus en Thoracosaurus. De kaken waren net als die van de gaviaal lang, maar leken ook op die van de onechte gaviaal omdat ze robuuster waren dan die van de gangesgaviaal. Eogavialis had spijkerachtige tanden die erop wijzen dat Eogavialis net als de hedendaagse gavialen een viseter was. Eogavialis had zo goed als alle kenmerken van basale gaviaalachtigen verloren.

## Levenswijze
Eogavialis leefde in zoet of brak water waar hij op vissen en misschien ook andere prooidieren joeg. Het kan zijn dat Eogavialis net als de moderne nijlkrokodil prooidieren van de oever het water in sleurde. Eogavialis kon dit waarschijnlijk alleen met kleine dieren doen omdat zijn kaken wellicht zouden breken bij een groot dier dat tegenstribbelde. De levenswijze en ook het nestelgedrag van Eogavialis leek vermoedelijk meer op dat van een moderne gangesgaviaal of een onechte gaviaal.

## Classificatie
Eogavialis was niet zo primitief meer als zijn verwant Eosuchus, laat staan als basalere vormen als Thoracosaurus en Eothoracosaurus. Toch is Eogavialis lastig te plaatsen, vooral omdat hij kenmerken van zowel Gavialinae als Tomistominae bezit. Recent onderzoek naar de morfologische structuur van de stamboom van de Eusuchia lijkt uit te wijzen dat Eogavialis mogelijk toch het primitiefste lid van de Gavialinae is, hoewel deze plaatsing onzeker is. Het is in ieder geval wel met zekerheid vast te stellen dat het een lid van de Gavialidae was. Ook kan men zien dat het duidelijk geen lid van de Gryposuchinae is. Meer fossielen zullen gevonden moeten worden om de plaats van Eogavialis in de stamboom van de krokodilachtigen met zekerheid te kunnen bepalen.